# François Goudeseune
François-Guillaume Goudeseune (Ieper, 1749 - Brugge, 19 december 1815) was een Brugs revolutionair in de Franse tijd.

## Levensloop
Goudeseune was een zoon van François Goudeseune en Isabelle Van Robaijs. Nadat hij zich in Brugge had gevestigd, werd hij ontvanger van het 'pondgeld'. Hij trouwde in 1772 met Jeanne-Françoise Lambert (1751-1818). Hun zoontje François overleed in 1778. Daarnaast kregen ze twee dochters.
In 1783 werd hij lid van de Sint-Sebastiaansgilde en werd griffier van de gilde. Hij werd ook bestuurslid (assessor) van de kunstacademie en was amateurkunstschilder. Hij verwierf bekendheid doordat hij een van de eersten was om in een 'montgolfière' of luchtballon boven Brugge op te stijgen. In 1785-86 ondernam hij verschillende pogingen, soms met succes, soms niet. De proefnemingen gebeurden vanuit de tuin van de Sint-Sebastiaansgilde. Ze hielden veel Bruggelingen in de ban en, als ze mislukten, gaven ze aanleiding tot spotliederen.
Goudeseune woonde in de Cordouaniersstraat (de huidige nummers 16-18). Hij was niet zeer succesvol in zaken en zijn goederen werden bij herhaling door schuldeisers aangeslagen. Dit was wellicht mee de aanleiding voor wat zou volgen.
In 1789 brak de Brabantse Omwenteling uit en, bij die eerste gelegenheid om zich tegen de gevestigde orde te keren, werd Goudeseune kapitein in het Patriottenleger. In de loop van 1790 was hij weer thuis. 
Net als andere leden van zijn familie (onder meer zijn schoonzus, de modiste Caroline Lambert) werd Goudeseune een voorstander van de Franse Revolutie en behoorde tot de kleine groep die in Brugge bereid was hand-en-spandiensten te verlenen aan wat zich in Frankrijk afspeelde. In de politierapporten werd hij in 1792 vermeld als een van de voornaamste spionnen die de oprukkende Franse troepen inlichtte over wat er in Brugge gebeurde. De burgemeester van de raadsleden Van Overloop schreef dat hij de meest verdachte onder de Fransgezinden was. Hij gaf ook onderdak aan een Franse spion, Louis Romain Danniaux (1769- ), die in 1807 zou trouwen met zijn dochter Isabelle (1777-1820).
Na de definitieve terugkeer van de Fransen in juni 1794, werden de bestaande overheidslichamen nog gedurende zeven maanden behouden, maar ondergeschikt gemaakt aan de bezettende overheid en aan door haar opgerichte nieuwe organismen. Goudeseune werd benoemd tot voorzitter van een Comité van Waakzaamheid met politiebevoegdheden, dat zich installeerde in het prestigieuze Paleis van het Brugse Vrije en plaatste een groot bord boven de poort met het opschrift Comité de surveillance.
Dit comité bestond uit negen nieuwkomers die tot de bescheiden middenklasse behoorden, alle negen hevige aanhangers van de Franse republiek. Fransgezinde vagebonden, noemde Van Walleghem ze, de negen grootste schelmen van de stad Brugge, schreef Le Doulx. Het Comité kreeg als opdracht de opvolging te verzekeren van de strenge maatregelen die werden genomen in verband met de bijzondere oorlogsbelastingen, waarvan tot dan toe onvoldoende was geïnd. De negen leden waren, naast François Goudeseune: de Franse agent Goderis Genotte (1753-1796), timmerman Maeyens, kuiper Jean-Louis De Clercq, kruidenier De Clercq–Denys, schipper Melchior Lameire, handelaar De Baene (gewezen valsmunster, schreef Le Doulx), timmerman Pierre Dorez en chirurgijn Verbrugghe uit Moerkerke. 
Op bestuurlijk vlak waren deze kleine middenstanders absolute nieuwkomers, die hun promotie alleen te danken hadden aan hun slaafse aanhankelijkheid tegenover de Franse bezetter. Ze namen hun taak onmiddellijk heel ernstig op en maakten jacht op de notabele burgers en geestelijken die hun aandeel in de oorlogsbelasting niet of onvolledig hadden voldaan. De eerste nacht na hun aanstelling arresteerden ze, met de medewerking van het Franse leger, drie en zestig personen. Na een nacht doorgebracht te hebben in het stadhuis (voor de geestelijken) en in het paleis van het Vrije (voor de burgers), werden ze bij dageraad naar Frankrijk weggevoerd. Enkele dagen later volgde nog een twintigtal. 
Wat men over Goudeseune dacht, lezen we bij de dagboekschrijver Jozef Van Walleghem die hem bestempelde als een wreedaard die noch God noch religie meer herkent en die meldde dat aan het Prinsenhof een plakkaat was gehangen waarop te lezen stond:

“Den afgod Goudeseune met zijne consoorten

zullen haast g’hangen worden buiten de poorten”.

Het Comité bleef niet lang in werking. Toen het op 19 februari 1795 werd opgeheven (samen met alle gelijkaardige comités in Frankrijk), werden zes van zijn leden, onder wie Goudeseune, aan het eerste republikeins stadsbestuur als gemeenteraadslid toegevoegd. Goudeseune maakte vanaf maart 1796 verder deel uit van een meer beperkt bestuur. In mei 1797 werd voor het eerst een min of meer democratische verkiezing gehouden en werden Goudeseune en de andere radicale raadsleden buiten gestemd.
Als verdere beloning voor zijn republikeinse ijver werd hij in 1800 tot plaatsvervangend rechter benoemd, maar de regeringscommissaris noteerde een paar jaar later dat hij geen rechtsgeleerde (was) en noch verstandig, noch geschikt. In 1810 werd hij bedankt. In een verslag van substituut procureur generaal Mercx werd over hem genoteerd: Eerste plaatsvervangend rechter sedert het jaar VIII, is zijn gedrag onberispelijk, maar hij is zo onwetend dat men hem nooit heeft opgeroepen. Hij heeft dus sedert zijn aanstelling geen enkele zaak behandeld.
Op 9 mei 1801 werd Goudeseune, samen met Philippe Verhulst, door prefect Justin de Viry aangesteld om zorg te dragen voor alle verspreide documenten die in de officiële archieven dienden terecht te komen. Op 21 maart 1802 publiceerden ze het verslag van hun activiteiten, met een overzicht van de verschillende bijeengebrachte archieffondsen. Rijksarchivaris Pius Xavier De Coene (zie literatuur hieronder) schreef: Beide personen waren actief en bekwaam. Het is aan hen dat de provincie West-Vlaanderen het behoud dankt van alle documenten die ze in haar bezit heeft. Hun activiteit was ongelooflijk en op korte tijd brachten ze in het algemeen provinciaal depot een massa documenten bijeen die doorheen het departement verspreid lagen.
Goudeseune vervulde om den brode enkele ontvangersfuncties, die hij heel zeker eveneens aan zijn francofiele houding te danken had. Ook dit was blijkbaar geen onverdeeld succes, want zelfs door zijn vroegere revolutiekompaan, de burgemeester van Sint-Kruis Valentin Jacoby, werd hij vanwege zijn nalatigheden berispt.
Goudeseune behoorde aldus tot het "voetvolk" van degenen die dachten dat hun uur was geslagen, maar die niet de nodige bekwaamheid hadden om zich blijvend op het voorplan te hijsen. Net als de meeste van zijn republikeinse kompanen verdween hij weldra in de anonimiteit.